# Topa de Criș, Bihor
Topa de Criș este un sat în comuna Vadu Crișului din județul Bihor, Crișana, România.

 Acest articol despre o localitate din județul Bihor este deocamdată un ciot. Puteți ajuta Wikipedia prin completarea lui.